# Scandinavian Cup w biegach narciarskich 2023/2024
Scandinavian Cup w biegach narciarskich 2023/2024 – kolejna edycja tego cyklu zawodów. Rywalizacja rozpoczęła się 15 grudnia 2023 r. w fińskim Vuokatti, a zakończyła 3 marca 2024 r. w norweskim Hommelvik.
Obrońcami tytułu byli: wśród kobiet Szwedka Moa Lundgren, natomiast wśród mężczyzn Norweg Harald Østberg Amundsen.
Tegorocznymi zdobywcami pucharu zostali reprezentanci Norwegii: wśród kobiet Silje Theodorsen, zaś wśród mężczyzn Emil Iversen.

## Kalendarz i wyniki

### Kobiety
| Lp | Data             | Miejscowość | Dystans                          | 1. miejsce              | 2. miejsce              | 3. miejsce              |
| -- | ---------------- | ----------- | -------------------------------- | ----------------------- | ----------------------- | ----------------------- |
| 1. | 15 grudnia 2023  | Vuokatti    | Sprint s. dowolnym (1,4 km)      | Moa Hansson             | Silje Theodorsen        | Ingrid Gulbrandsen      |
| 2. | 16 grudnia 2023  | Vuokatti    | 10 km s. klasycznym              | Anni Alakoski           | Silje Theodorsen        | Nora Sanness            |
| 3. | 17 grudnia 2023  | Vuokatti    | 20 km s. dowolnym (start masowy) | Silje Theodorsen        | Nora Sanness            | Sofie Nordsveen Hustad  |
| 4. | 12 stycznia 2024 | Otepää      | Sprint s. klasycznym (1,5 km)    | Ane Appelkvist Stenseth | Maria Hartz Melling     | Johanna Matintalo       |
| 5. | 13 stycznia 2024 | Otepää      | 20 km s. klasycznym              | Johanna Matintalo       | Tiril Udnes Weng        | Hedda Østberg Amundsen  |
| 6. | 14 stycznia 2024 | Otepää      | 10 km s. dowolnym                | Silje Theodorsen        | Maren Wangensteen       | Nora Sanness            |
| 7. | 1 marca 2024     | Hommelvik   | Sprint s. klasycznym (1,5 km)    | Moa Hansson             | Ane Appelkvist Stenseth | Johanne Hauge Harviken  |
| 8. | 2 marca 2024     | Hommelvik   | 30 km s. klasycznym              | Marte Skaanes           | Märta Rosenberg         | Emma Kirkeberg Mørk     |
| 9. | 3 marca 2024     | Hommelvik   | 10 km s. dowolnym                | Helene Marie Fossesholm | Eva Ingebrigtsen        | Karoline Simpson-Larsen |

### Mężczyźni
| Lp | Data             | Miejscowość | Dystans                          | 1. miejsce             | 2. miejsce          | 3. miejsce          |
| -- | ---------------- | ----------- | -------------------------------- | ---------------------- | ------------------- | ------------------- |
| 1. | 15 grudnia 2023  | Vuokatti    | Sprint s. dowolnym (1,4 km)      | David Thorvik          | Sivert Wiig         | Mattis Stenshagen   |
| 2. | 16 grudnia 2023  | Vuokatti    | 10 km s. klasycznym              | Mattis Stenshagen      | Håvard Moseby       | Emil Iversen        |
| 3. | 17 grudnia 2023  | Vuokatti    | 20 km s. dowolnym (start masowy) | Mattis Stenshagen      | Håvard Moseby       | David Thorvik       |
| 4. | 12 stycznia 2024 | Otepää      | Sprint s. klasycznym (1,5 km)    | Ristomatti Hakola      | Emil Iversen        | Mats Opsal          |
| 5. | 13 stycznia 2024 | Otepää      | 20 km s. klasycznym              | Emil Iversen           | Mattis Stenshagen   | Ristomatti Hakola   |
| 6. | 14 stycznia 2024 | Otepää      | 10 km s. dowolnym                | Iver Tildheim Andersen | Mattis Stenshagen   | Gjøran Tefre        |
| 7. | 1 marca 2024     | Hommelvik   | Sprint s. klasycznym (1,5 km)    | Emil Iversen           | Måns Skoglund       | Sivert Wiig         |
| 8. | 2 marca 2024     | Hommelvik   | 30 km s. klasycznym              | Didrik Tønseth         | Andreas Fjorden Ree | Sjur Røthe          |
| 9. | 3 marca 2024     | Hommelvik   | 10 km s. dowolnym                | Iver Tildheim Andersen | Gjøran Tefre        | Andreas Fjorden Ree |

## Klasyfikacje
| Lp. | Zawodniczka             | Punkty |
| --- | ----------------------- | ------ |
| 1.  | Silje Theodorsen        | 678    |
| 2.  | Nora Sanness            | 534    |
| 3.  | Sigrid Leseth Føyen     | 504    |
| 4.  | Johanne Hauge Harviken  | 500    |
| 5.  | Moa Hansson             | 474    |
| 6.  | Karoline Simpson-Larsen | 438    |
| 7.  | Tiril Liverud Knudsen   | 426    |
| 8.  | Sofie Nordsveen Hustad  | 419    |
| 9.  | Elin Henriksson         | 344    |
| 9.  | Lisa Ingesson           | 344    |

| Lp. | Zawodnik            | Punkty |
| --- | ------------------- | ------ |
| 1.  | Emil Iversen        | 755    |
| 2.  | Mattis Stenshagen   | 728    |
| 3.  | Håvard Moseby       | 638    |
| 4.  | Gjøran Tefre        | 556    |
| 5.  | Sivert Wiig         | 523    |
| 6.  | Andreas Fjorden Ree | 490    |
| 7.  | David Thorvik       | 485    |
| 8.  | Vebjørn Turtveit    | 386    |
| 9.  | Sondre Ramse        | 374    |
| 10. | Gaute Kvåle         | 358    |